# Ірбід (провінція)
Провінція Ірбід (араб. محافظة إربد) — одна з дванадцяти провінцій Йорданії. Розташована на північному заході країни біля кордону з Сирією та Ізраїлем. Посідає друге місце в Йорданії за чисельністю населення після провінції Ель-Асіма і перше за щільністю населення. Адміністративний центр — місто Ірбід.

## Історія

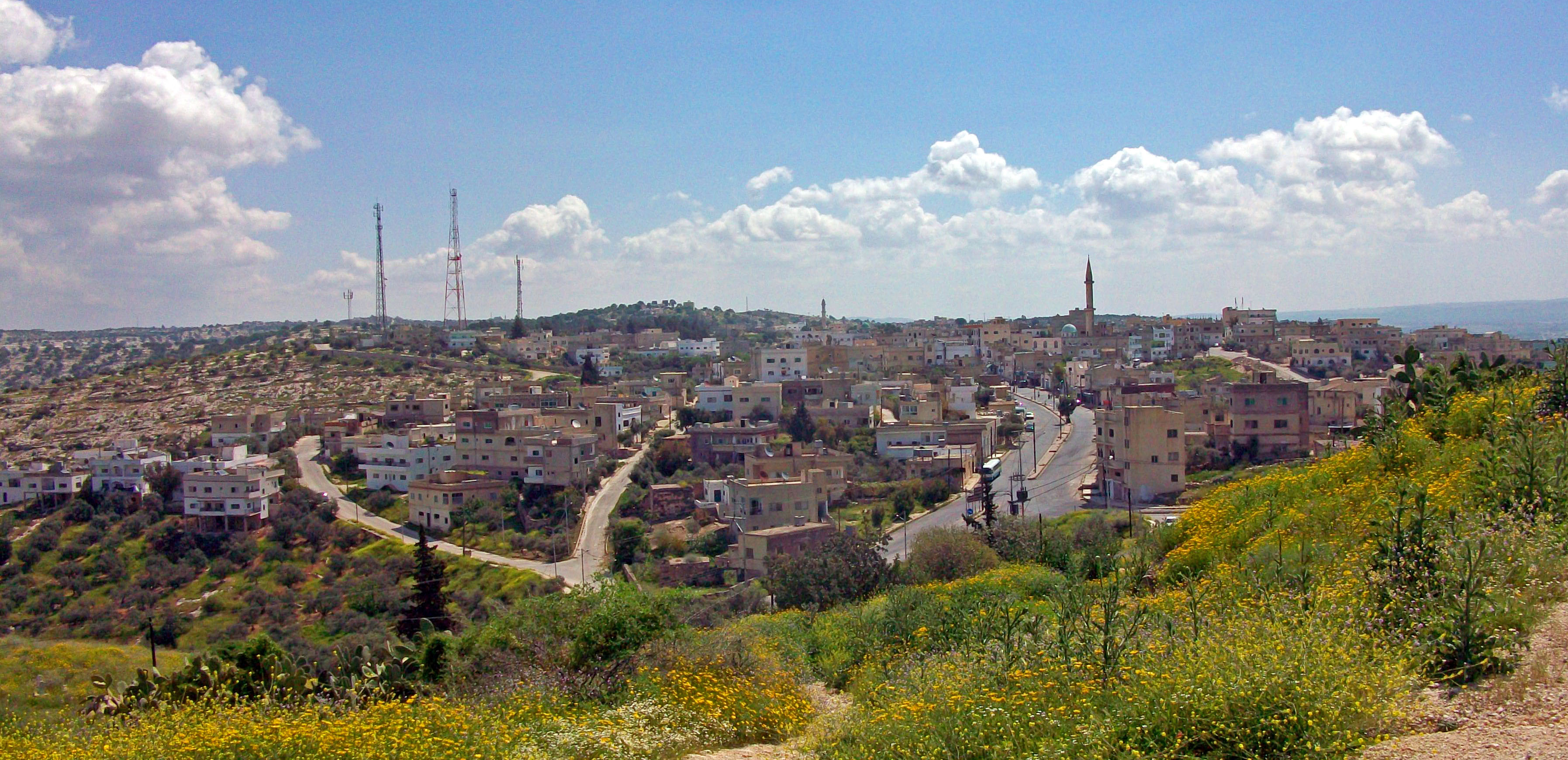
Місто Умм-Кайс (антична Гадара)

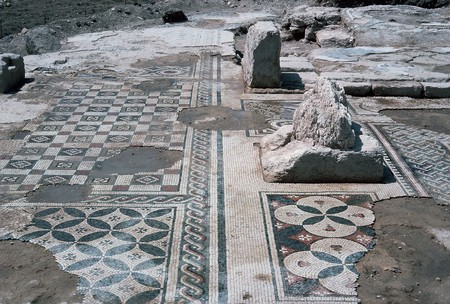
Візантійські руїни в Ер-Рамсі

В різні епохи в місцевості навколо Ірбіду існували ідумейська, аммонітська, грецька, римська та ісламська цивілізації, залишивши за собою чимало історичних та археологічних пам'яток. В околицях провінції Ірбід розташовувалися видатні елліністичні міста, а саме: Арабелла (Ірбід), Капітоліда (Бейт-Рас), Діон (Аль-Гісн), Гадара (Умм-Каїс), Пелла (Табект-Фахель) та Абіла. Разом вони об'єднувалися в Десятимістя.
Християнство зазнало значного поширення в цій місцевості в ІІІ-ІІІ ст. н. е. А згодом арабська християнська династія Гассанідів створили свою династій на рівнинах Північної Йорданії.
У VII столітті регіон опинився під владою мусульман. Завдяки перемозі в 634 р. н.е. мусульмани захопили Ірбід, Бейт-Рас, Умм-Кайс і Пеллу. У 15 році за гіджрою (636 р. н. е.) мусульманське військо на чолі з Халідом ібн аль Валідом розгромило візантійську армію в довгій битві при Ярмуці. Відтоді закінчилась римська присутність в цьому регіоні. У 1187 році військо  Салаха ед Діна просунулися до Хаттіна, в якому відбулася одна з найлютіших битв в історії Хрестових походів — битва на рогах Хаттіна. Внаслідок цієї битви поверненням Єрусалим повернувся під владу мусульман.
За правління Мамелюків Ірбід відігравав важливу роль як зупинка для караванів паломників, що йшли з Туреччини, півночі Іраку та півдня сучасної Росії. Місто було важливим транспортним вузлом між Єгиптом, Хіджазом та Палестиною. Особливо Ірбід був пов'язаний з Дамаском, що позитивно сприяло культурному та науковому значенню міста. На додаток до розповсюдження багатьох науковців та мусульманських вчених-юристів, ісламська експансія залишила в цій місцевості багато могил супутників пророка Мухаммеда, а також чимало мечетей та інших релігійних будівель.

## Географія
Провінція Ірбід лежить на крайньому північному заході Йорданії в басейні річки Ярмук і долині Йордану. Більша частина провінції є частиною географічної області Хавран, яка охоплює північ Йорданії та південь Сирії. Найбільше місто, Ірбід, розташоване приблизно в 80 км від Амману, столиці країни. Провінція межує з Сирією на півночі (Голанські висоти, окуповані Ізраїлем), Ізраїлем через річку Йордан на заході, провінцією Ель-Мафрак на сході та провінціями Джераш, Аджлун і Ель-Балка на півдні.
Основою економіки провінції є сільське господарство, а саме: вирощування цитрусових, маслин, пшениці тощо.

## Населені пункти
Ірбід, який називають «північною нареченою», є одним з найкрасивіших йорданських міст. Його населення сягає близько 650 тис. осіб (2008). Ірбід оточений родючими сільськогосподарськими угіддями з півночі, сходу, заходу та півдня. Ірбід також називають «ромашкою» на честь квітки ромашки, яка росте на рівнинах коло міста. Починаючи з 5000 року до н.е., різні поселення, зокрема едомітів, гассанідів і південних арабських цивілізацій розташовувалися в навколишній місцевості. Найвизначнішими містами провінції є:
- Ірбід — адміністративний центр і найбільше місто провінції. В давнину називалося Арабелла.
- Ер-Рамса — старовинне місто. Друге за величиною місто провінції.
- Умм-Кайс (більш відомий як Гадара) — руїни видатного античного міста. Найпопулярніший туристичний напрямок провінції.